# Зеха
Зе́ха — малая река в Лепельском районе Витебской области Белоруссии, в бассейне Уллы.

## Описание
Река Зеха вытекает из озера Пышно. Выток расположен к юго-востоку от деревни Пунище. Однако по другим данным, истоком служит озеро Заболотье, а участок между озёрами Пышно и Заболотье считается отдельным водотоком. Река впадает в Лепельское озеро в 0,7 км к востоку от деревни Юрковщина.
Длина русла составляет 8 км.
В верховьях река протекает через озёра Заболотье и Озерцы. Вскоре после этого в Зеху с правой стороны впадает ручей Студёнка.
До деревни Заозерье русло узкое, а пойма сильно заболочена. Далее русло расширяется, берега становятся круче, а к воде подступает лес
В 1950-е годы возле деревни Подлобные существовала малая ГЭС.